# Helmut Walbert
Helmut Walbert (* 19. September 1937 in Aachen; † 24. September 2008) war ein deutscher Schriftsteller, Kinderbuch- und Hörspielautor.

## Leben
Walbert war Sohn eines Werkzeugmachers. Nach dem Besuch einer Pädagogischen Hochschule arbeitete er als Volksschullehrer, bevor er sich als freier Schriftsteller in München niederließ. Neben Kinder- und Jugendbüchern (u. a. Marco und das Pferd aus dem Regenwald, Anatols Traum, Der Riesenvogel, Berni, Anja oder das Märchen von den Sterntalern) verfasste er mehr als 40 Hörspiele, die überwiegend im Süddeutschen und Bayerischen Rundfunk gesendet wurden. Für Klettermaxi erhielt er 1989 den Deutschen Kinderhörspielpreis. 1976 bekam er den Förderpreis für Literatur der Stadt München. 1980 wurde er mit dem Förderpreis zum Schiller-Gedächtnispreis des Landes Baden-Württemberg ausgezeichnet.

## Hörspiele (Auswahl)
Autor:
- 1976: Das Kuckucksei – Regie: Hartmut Kirste (Hörspiel – SDR)
- 1978: Das Ende von Onkel Josef – Regie: Otto Düben (Hörspiel – HR/WDR)
- 1979: 1983 – Regie: Christian Gebert (Original-Hörspiel, Science-Fiction-Hörspiel – HR)
- 1979: Keine Stimme in der Welt – Regie: Otto Düben (Hörspiel –SDR)
- 1981: Ein bißchen Freiheit – Regie: Hartmut Kirste (Hörspiel – BR/SDR)
- 1981: Strohfeuer – Regie: Raoul Wolfgang Schnell (Hörspiel – HR/SDR)
- 1983: Der Schlüssel – Regie: Helmut Brennicke (Kurzhörspiel – BR)
- 1983: Weg in der Wüste – Regie: Eberhard Klasse (Hörspiel – BR)
- 1986: Der grüne Punkt: Jeder hat mal Angst – Regie: Carola Preuß (Kurzhörspiel, Kinderhörspiel – SDR/SWF/SR)
- 1989: Der grüne Punkt: Versprochen ist versprochen – Regie: Uwe Berend (Kinderhörspiel – SDR/SWF/SR)
- 1989: Der grüne Punkt: Ein Stock für Onkel Franz – Regie: Carola Preuß (Kinderhörspiel – SDR/SWF/SR)
- 1989: Der grüne Punkt: Ihr könnt doch nicht weggehen – Regie: Uwe Berend (Kurzhörspiel, Kinderhörspiel – SWF/SR)
- 1989: Der Zauberer und das Goldland – Regie: Hans-Peter Bögel (Kurzhörspiel, Kinderhörspiel – SDR)
- 1989: Der grüne Punkt: Klettermaxi – Regie: Hartmut Kirste (Kurzhörspiel, Kinderhörspiel – SDR/SWF/SR)
  - Auszeichnung: Terre des Hommes-Kinderhörspielpreis 1989
- 1990: Der grüne Punkt: Immer geht die Welt unter und auf geht sie – Regie: Hartmut Kirste (Kinderhörspiel – SDR/SWF/SR)
- 1990: Der grüne Punkt: Rosi verrät nicht, was und wem sie schreibt – Regie: Eberhard Klasse (Kinderhörspiel – SDR/SWF/SR)
- 1990: Der grüne Punkt: Prinzessin im Gehäuse – Regie: Uwe Berend (Kinderhörspiel – SDR/SWF/SR)
- 1990: Der grüne Punkt: Aber ich will, will, will – Regie: Hartmut Kirste (Kinderhörspiel – SDR/SWF/SR)
- 1990: Der grüne Punkt: Der Ring des Vaters – Regie: Carola Preuß (Kinderhörspiel – SDR/SWF/SR)
- 1991: Sag, daß ich der Größte bin! – Regie: Hans-Peter Bögel (Kinderhörspiel – SDR/SWF)
- 1991: Eine Geschichte, die hilft – Regie: Eberhard Klasse (Kinderhörspiel – SDR/SWF)
- 1992: Vater im Kino – Regie: Hans-Peter Bögel (Kinderhörspiel, Kurzhörspiel – SDR)
- 1992: Bayerische Szene: Der Pornofilm – Regie: Martin Walch (Hörspielbearbeitung – BR/ORF)
- 1992: Die Liebesinsel – Regie: Eberhard Klasse (Kinderhörspiel, Kurzhörspiel – SDR)
- 1993: Kind vom Himmel – Regie: Hans-Peter Bögel (Originalhörspiel, Kurzhörspiel, Kinderhörspiel – SDR)
- 1994: Eine Balkongeschichte – Regie: Hans-Peter Bögel (Originalhörspiel, Kinderhörspiel, Kurzhörspiel – SDR)
- 1994: Flucht aus dem Kessel – Regie: Hartmut Kirste (Originalhörspiel, Kinderhörspiel – SDR)

Sonstiges:
- 1973: Ödön von Horvath: Stunde der Liebe. Sieben Szenen für Rundfunk (Regieassistenz) – Regie: Otto Düben, Franz Xaver Kroetz (Originalhörspiel – SDR/BR)
- 1984: Lew Tolstoi: Herr und Knecht (Bearbeitung (Wort)) – Regie: Jörg Jannings (Hörspielbearbeitung – HR)

## Quelle
- Literaturportal Bayern, Nachlässe: Helmut Walbert